# 马来西亚上诉法院
马来西亚上诉法院（英語：Court of Appeal of Malaysia）是马来西亚的第二级法院，位列于马来西亚联邦法院之下。上诉法院于1994年成立，由马来西亚上诉法院主席领导，是马来西亚司法机构中仅次于马来西亚联邦首席大法官的第二高司法职位。

## 历史
1985年以前，马来西亚联邦法院是马来西亚的第二级法院，位列于英格兰的英国枢密院之下。当时英国枢密院也是马来西亚的最高终审法院。1978年1月1日，政府在马来西亚国会通过修宪，取消英国枢密院对马来西亚刑事和宪法事务上的终审权，之后在1985年1月1日相继取消枢密院对马来西亚民事上诉的终审权，自此英国枢密院不再是马来西亚的最高终审法院。
取消英国枢密院的终审权意味着马来西亚高等法院的案件只能进行一次上诉，为了完善司法「二次上诉」制度，时任首相马哈迪·莫哈末领导的联邦政府于1994年设立了上诉法院。

## 所在地
马来西亚上诉法院的所在地为位于布城联邦直辖区的布城司法宫，在2000年前则是位于吉隆坡联邦直辖区的苏丹阿都沙末大厦里。